# Erdélyi-medence
Az Erdélyi-medence (románul Podișul Transilvaniei) a Kárpát-medence keleti részén elterülő földrajzi tájegység. Határai a Keleti-Kárpátok, a Déli-Kárpátok, a Ruszka-havas és az Erdélyi-szigethegység. Területe megközelítőleg 35 000 km², átlagos magassága 300–600 m. Három alegységre tagolódik: Szamosmenti-hátság, Mezőség, Küküllőmenti-dombvidék.

## Keletkezése
A kréta időszak végén és a paleocén korszak elején elkezdődött folyamatos süllyedés révén keletkezett, mialatt a szomszédos Kárpátok hegylánca felgyűrődött. Ebben a mélyedésben alakul ki egy kis mélységű, szárazföldi beltenger. Ennek a kontinentális beltengernek nem volt összeköttetése a környező tengerekkel és óceánokkal. A medence állandó süllyedése, egy kb. 5000 m vastag üledékes réteg kialakulását eredményezte.

## Szerkezete
Az Erdélyi-medence függőlegesen három, különböző egységre tagolódik: egy alsó rész, amely vetőkkel barázdált kristályos alapkőzet, erre települ a középső egység, melyet tektonikailag enyhébben tagolt szenon, paleocén és alsó miocén üledékek alkotnak, majd következik a felső egység bádeni, szarmata és pannon üledékekkel, melyeket pliocén mozgások és sófeltörések szabdaltak.

## Vízrajza
Legfontosabb folyói északon a Szamos, középső részén a Maros, amely északkelet-délnyugat irányban folyik át a medencén, délen pedig az Olt.
| Keleti-Kárpátok Erdélyi- szigethegység Déli-Kárpátok Csíki-medence Gyergyói-m. Brassói-medence Hátszegi- medence Szebeni- medence Fogarasi-medence Kalotaszegi-d. Kolozsvári- dombság Dési- dombság Mezőség Kis-Küküllő-menti-dombság Küküllőközi-dombság Sóvidéki-dombság Kelemen-h. Beszterce–Régeni-d. Hortobágy dombsága Erdélyi-hegyalja |

## Városok
Az Erdélyi-medencében található legnagyobb városok: Kolozsvár, Nagyszeben, Marosvásárhely, Torda, Gyulafehérvár, Medgyes, Segesvár.